# Glienke
Glienke är en ortsteil i staden Friedland i Landkreis Mecklenburgische Seenplatte i förbundslandet Mecklenburg-Vorpommern i Tyskland. Glienke var en kommun fram till 25 maj 2014 när den uppgick i Friedland. Kommunen Glienke hade 158 invånare 2014.